# 苏力德苏木
苏力德苏木，是中华人民共和国内蒙古自治区鄂尔多斯市乌审旗下辖的一个乡镇级行政单位。

## 行政区划
苏力德苏木下辖以下地区：
沙尔利格社区、苏布日嘎社区、沙尔利格嘎查、包日呼德嘎查、朝代嘎查、昌黄嘎查、磨菇滩村、通史嘎查、呼和芒哈嘎查、陶利嘎查、陶日木音苏莫嘎查、塔拉音乌素嘎查和纳林河村。